# Слони вміють пам'ятати
«Слони вміють пам'ятати» (англ. Elephants Can Remember) — детективний роман англійської письменниці Агати Крісті, написаний і надрукований в 1972 році.

## Сюжет
У цьому романі детектив Еркюль Пуаро розслідує загадкове вбивство подружньої пари (схожої скоріше на самогубство) разом з письменницею Аріадною Олівер. Місіс Олівер супроводжує Пуаро майже у всіх пізніх романах А. Крісті. Цей роман є останнім, у якому є присутнім Аріадна Олівер. Також це останній твір про Пуаро, що написала Агата Крісті, оскільки роман «Завіса» був написаний ще в тридцятих роках, а розповіді збірника «Ранні справи Пуаро» — до «Слони можуть пам'ятати».